# Hollacombe (Torridge)
Hollacombe is een civil parish in het bestuurlijke gebied Torridge, in het Engelse graafschap Devon. In 2001 telde het civil parish 59 inwoners. Hollacombe komt in het Domesday Book (1086) voor als 'Holecome' / 'Holecoma'.